# 紫雲膏

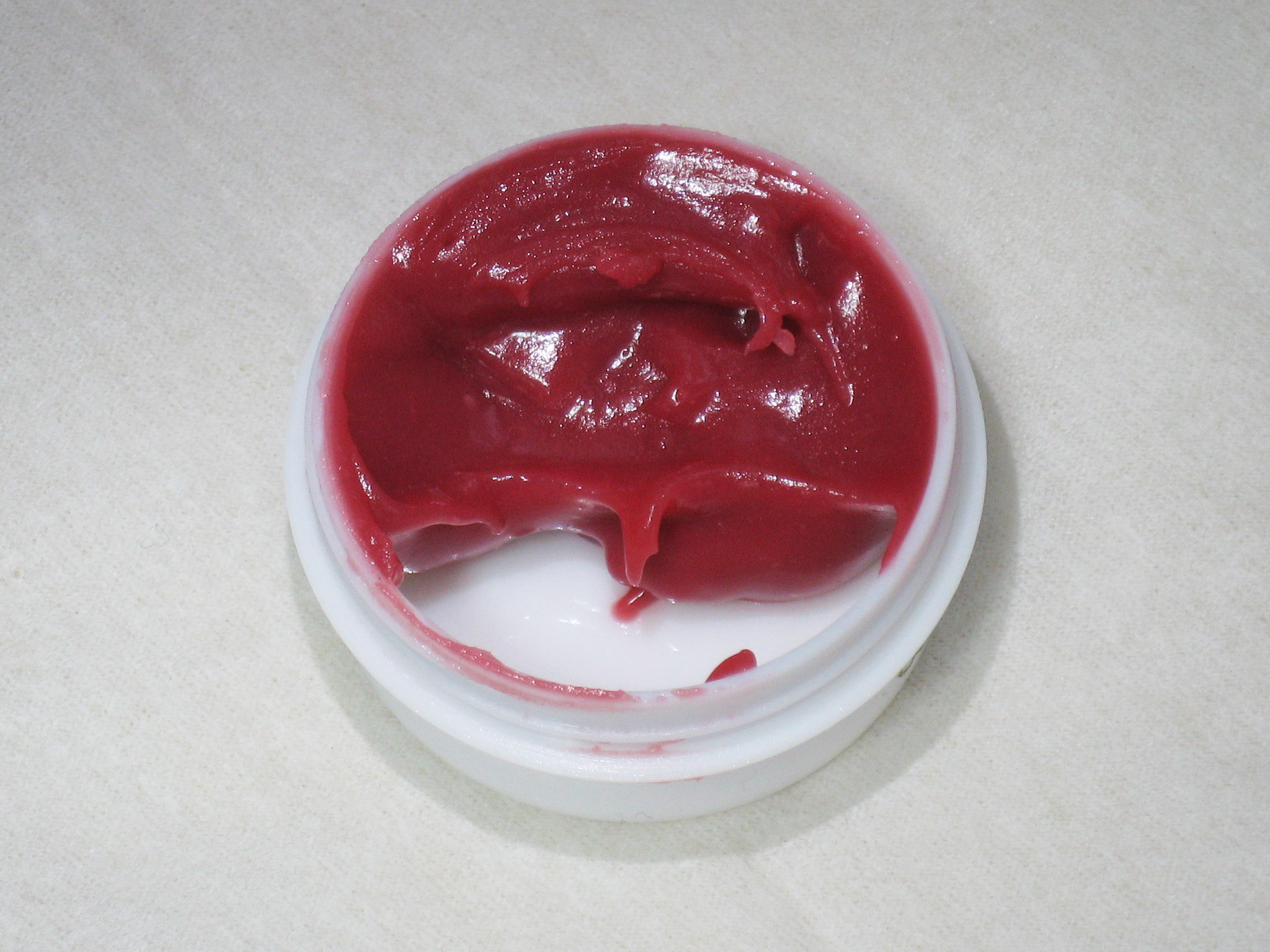
紫雲膏

紫雲膏（しうんこう）は、熱傷や痔疾を適応とする漢方薬の軟膏剤。シコン（紫根、ムラサキの根）やトウキ（当帰、トウキまたはホッカイトウキの根）を成分とする。
油脂性軟膏剤。赤紫色で、特異なにおいを有する。日本では医療用医薬品、および一般用医薬品（第二類医薬品）として製剤を各社が製造販売している。

## 小史
中国の明代に陳実功が著した『外科正宗』にはシコン、トウキ、ゴマ油、ミツロウを成分とする潤肌膏が記載されている。紫雲膏は江戸時代の医師である華岡青洲が潤肌膏に豚脂を加えたものである。潤肌膏は固く使いにくいため、豚脂を加えることで粘度を上げて使いやすくしたと思われる。

## 適応
医療用医薬品としては火傷、痔核による疼痛、肛門裂傷、一般用医薬品としてはこれらに加えてしもやけ（ひび・あかぎれ）、魚の目、あせも、ただれ、外傷、湿疹・皮膚炎。禁忌は重度（重症）の熱傷・外傷のある患者、化膿性の創傷で高熱のある患者、患部の湿潤やただれのひどい患者である

## 薬理
シコンエキスは痔疾用内服薬である内服ボラギノールEPにも配合されている。シコンの主成分であるシコニンは抗炎症作用、肉芽形成促進作用、抗菌作用、抗腫瘍作用などが報告されているが、薬理作用や作用機序等の十分な検討は行われてこなかった。2005年から4年間にわたりペルーで実施された臨床試験では、紫雲膏のリーシュマニア症に対する有効性が報告された。これは肉芽形成促進作用と抗原虫作用によるものと考えられるが、作用機序は未解明である。

## 処方
日本国内で製剤として販売されている紫雲膏はシコン、トウキ、ゴマ油、豚脂、ミツロウ（黄蝋）またはサラシミツロウ（白蝋）を成分とする。一般用医薬品としての一般用漢方製剤承認基準における成分・分量は以下のとおりである。
- シコン： 100 - 120
- トウキ： 60 - 100
- 豚脂： 20 - 30
- ミツロウ： 300 - 400
- ゴマ油： 1000

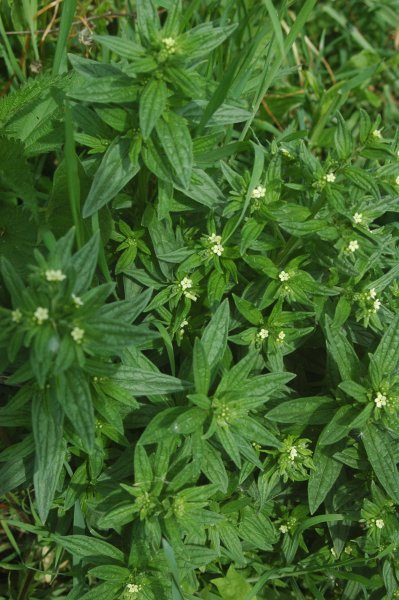
シコン
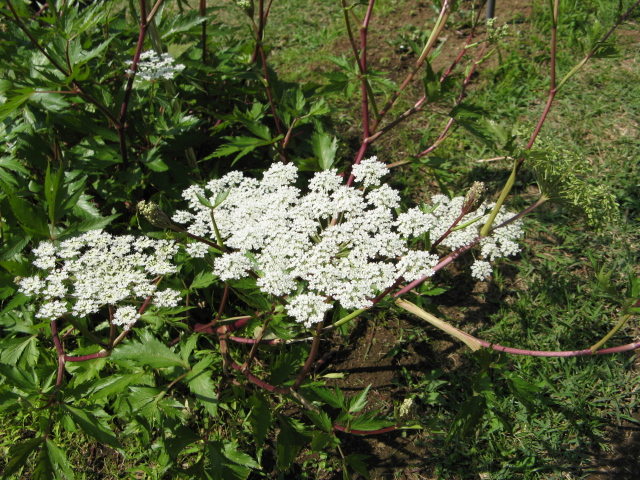
トウキ
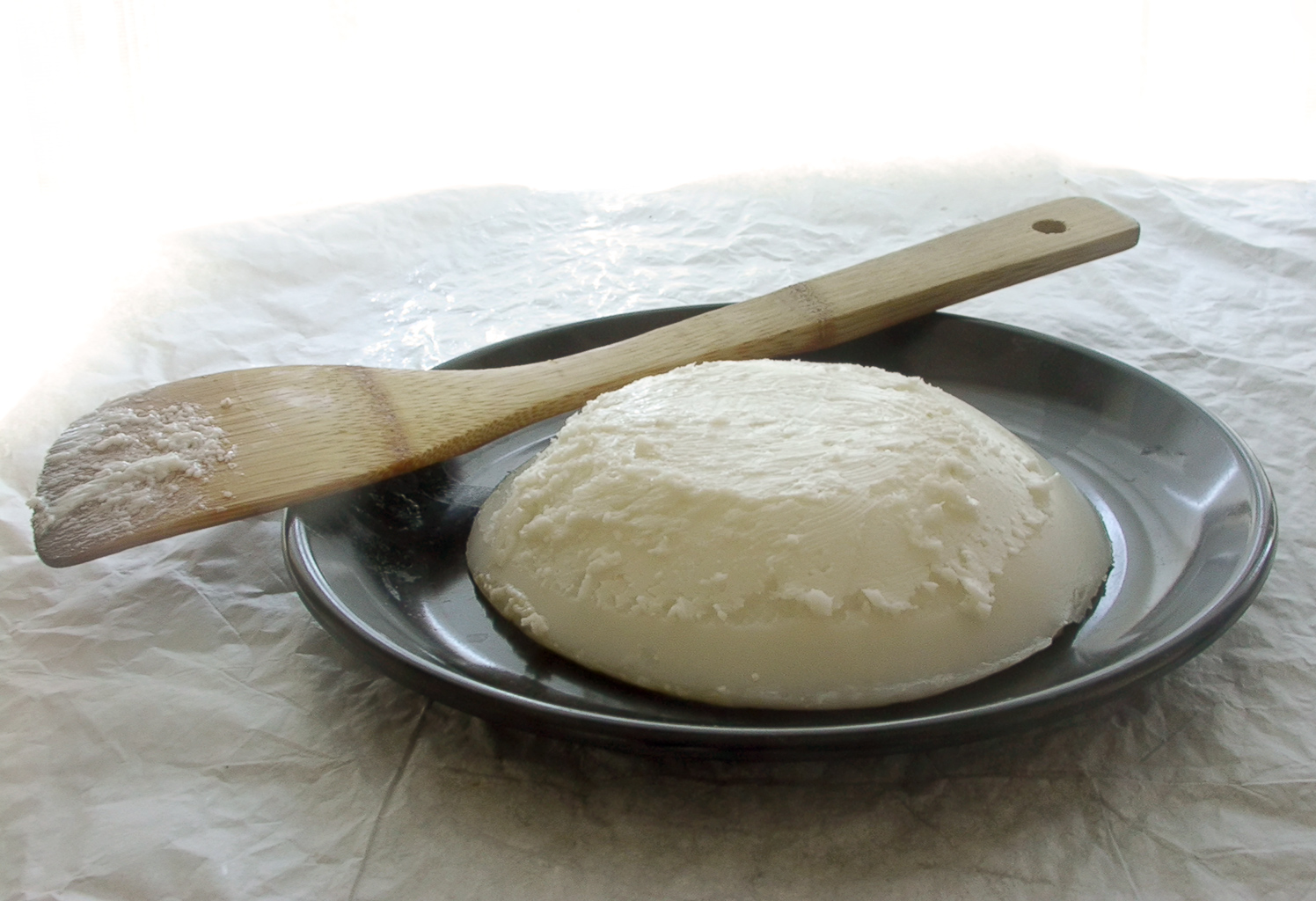
豚脂
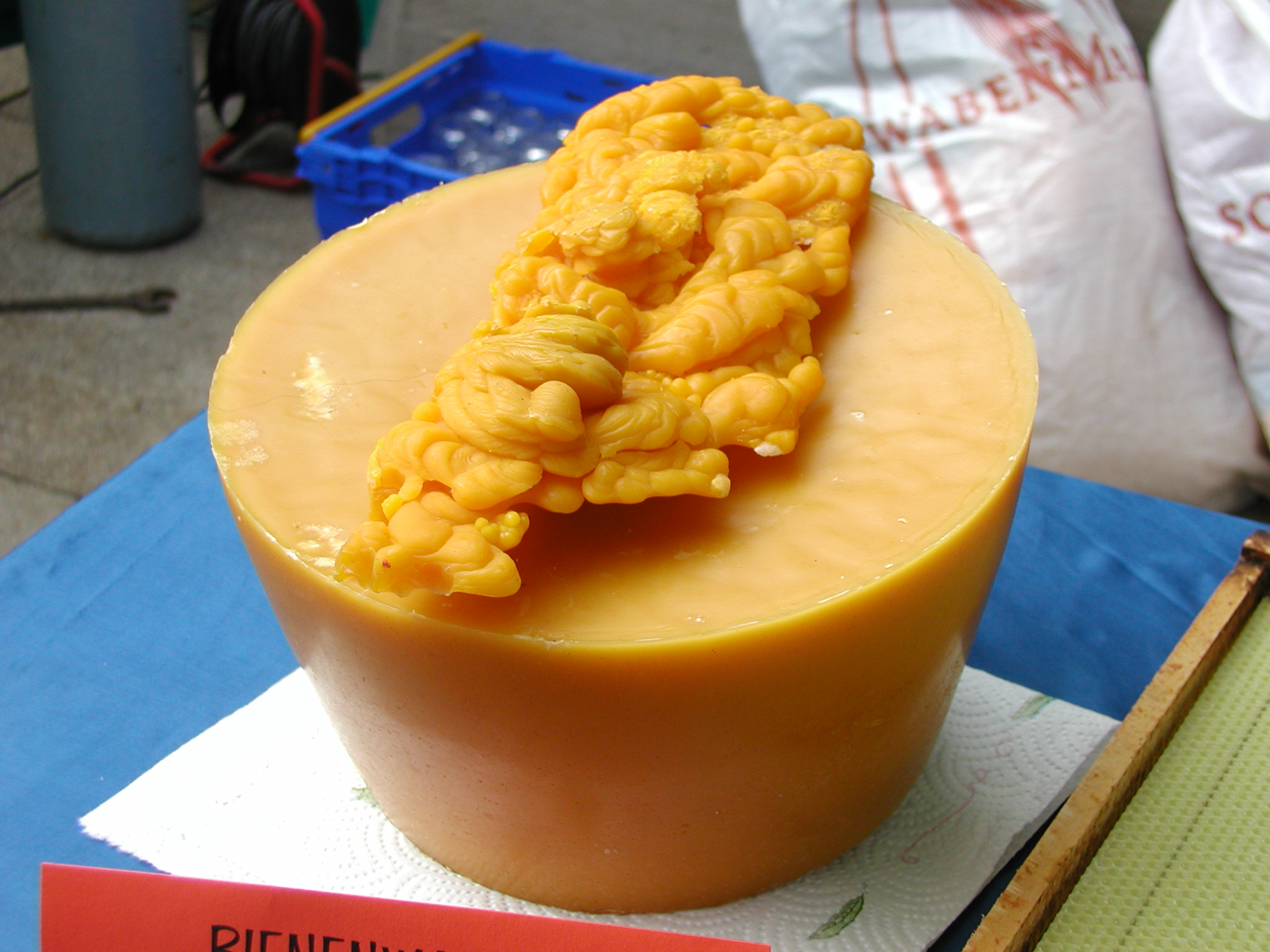
ミツロウ
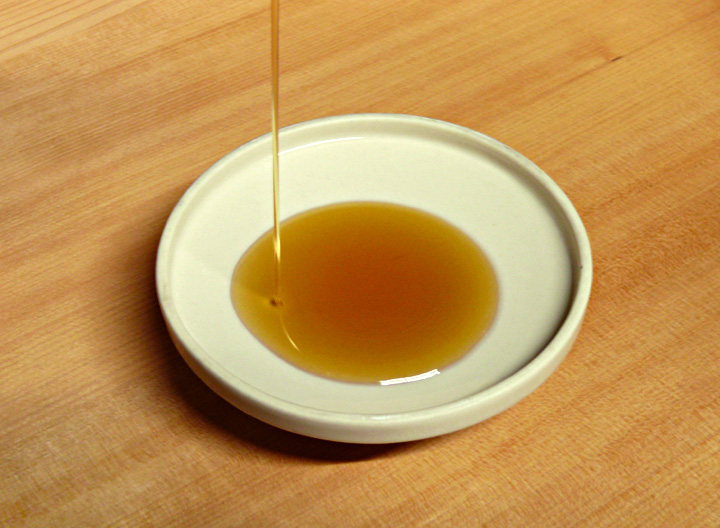
ゴマ油

## その他
材料さえあれば製造出来るため、薬学部の実習などで実際に製造することがある。

## 製薬会社
- ウチダ和漢薬[12]
- 大晃生薬有限会社[13]
- 大草薬品[14] ※豚脂を含まない紫雲膏を発売している
- クラシエ薬品[15]
- コーア製薬[16]
- 小太郎漢方製薬[17]
- 小林製薬[18] ※アピトベールという商品名だが、紫雲膏と同一成分の製品である
- 剤盛堂薬品[19][20]※紫雲膏を独自改良して赤色ワグラス軟膏という商品名で発売している
- 松浦薬業[21]
- 山本漢方製薬[22]※製造は大晃生薬有限会社
- アルフレッサ ファーマ[23]